# ملفين وايت
ملفين وايت (بالإنجليزية: Melvin White)‏ هو لاعب كرة قدم أمريكية أمريكي، ولد في 26 يونيو 1990 في فريبورت في الولايات المتحدة.

## وصلات خارجية
- ملفين وايت على موقع مرجع كرة القدم المحترفة.كوم (الإنجليزية)